# 멧새

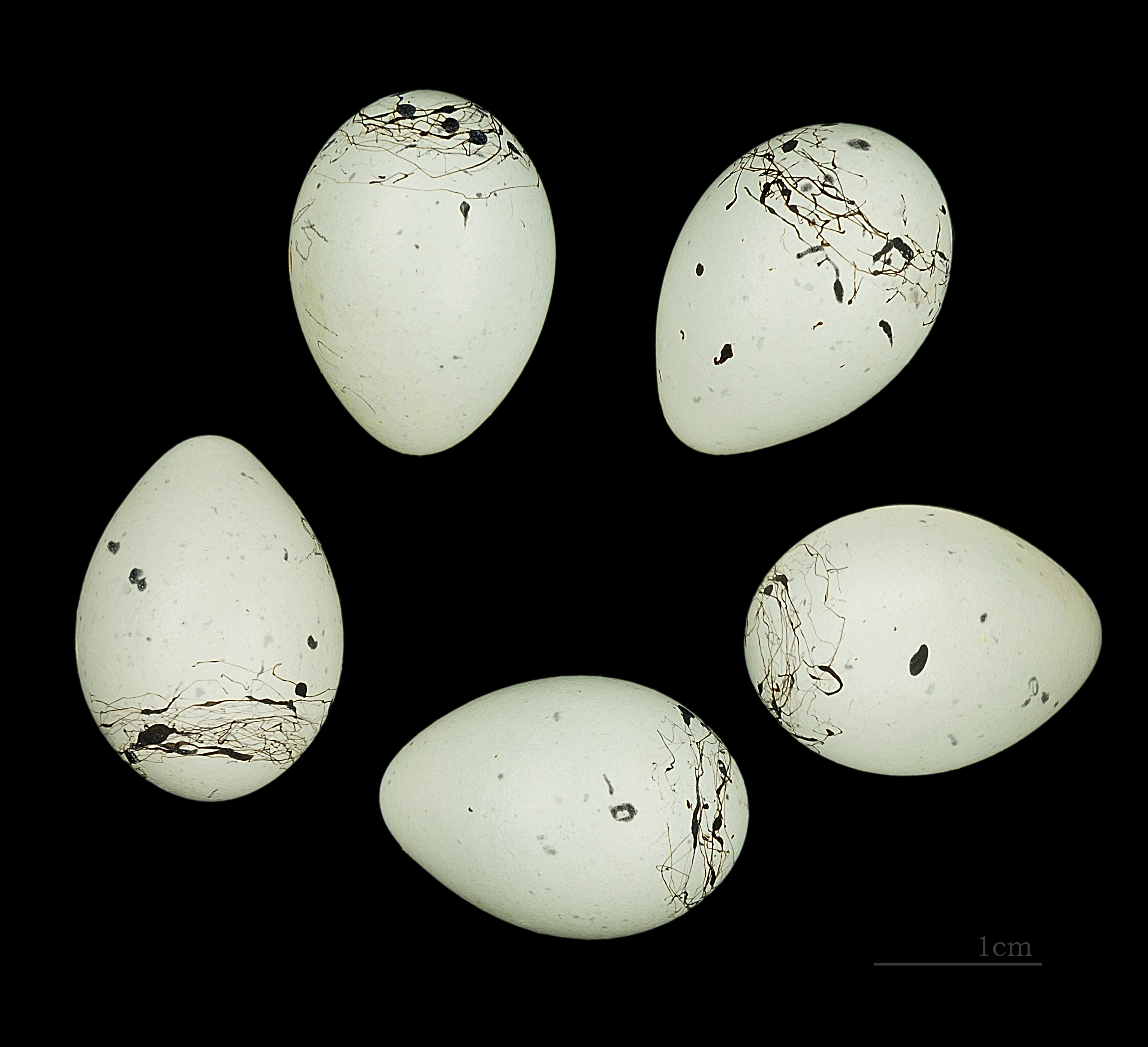
Emberiza cioides

멧새(울음소리 (도움말·정보)) 또는 멥새는 멧새과의 한 종으로, 한국에서는 텃새이다. 몸은 대체로 갈색을 띠는데, 암컷은 조금 더 옅은 색을 띤다. 머리에는 검은색과 하얀색 줄이 있는데, 눈썹선 등이 흰색을 띤다. 나방, 애벌레 등의 곤충을 먹는다.
날개길이는 7.5-8cm, 꼬리길이는 7-7.8cm이다. 수컷은 머리꼭대기와 뺨이 밤색이고, 멱은 흰색이다. 뚜렷한 흰색 눈썹선이 있으며, 배는 엷은 밤색이다. 암컷은 수컷과 비슷하지만 색이 더 흐리고, 머리 꼭대기에 줄무늬가 있다. 날카로운 금속성 소리를 내며 탁 트인 평지나 농경지에서 서식한다. 우리나라의 전역에서 번식하는 흔한 텃새이다. 
겨울철이나 이동시기 이외에는 암수가 함께 생활한다. 번식기에는 세력권에 대한 방위가 강하며 지저귀는 장소도 세력권 중 대략 두세 곳을 정하여 이들 장소를 여기저기 돌아다니면서 지저귄다. 산란기는 4-7월이고, 한배에 3-5개의 알을 낳는다. 알은 회백색에 갈색과 보라색 반점이 있다. 겨울철에는 주로 식물성의 잡초 씨를 먹고, 여름철에는 동물성인 곤충과 성충을 먹는다.

## 아종
- 멧새 - E. c. castaneiceps
- 북방멧새 - E. c. weigoldi: 중국 동북부와 러시아 극동,북한에서 번식하고 대한민국에서 겨울철새로 도래한다. 엷은색을 띄며 머리쪽 줄무늬의 폭이 좁다.
- 제주멧새 - E. c. ciopsis: 제주도에 서식하는 아종이고 머리의 얼룩무늬가 짙으며, 짙은 흑갈색을 지녔다.